# 上小野温泉
上小野温泉（かみこのおんせん）は、和歌山県田辺市中辺路町近露にある温泉。

## 泉質
- ナトリウム - 炭酸水素塩泉（純重曹泉）
- 源泉温度 25.3℃
- pH 8.1

## 温泉施設
入浴施設として「ひすいの湯」がある。
泉質は近隣の奥熊野温泉と同様だが、奥熊野温泉ほどのぬめり感はない。

## アクセス
- 近畿自動車道みなべICより国道42号、国道311号経由
- JR西日本紀勢本線紀伊田辺駅より龍神バス熊野本宮大社前行き、近露王子下車